# Abdallah Saleh Possi

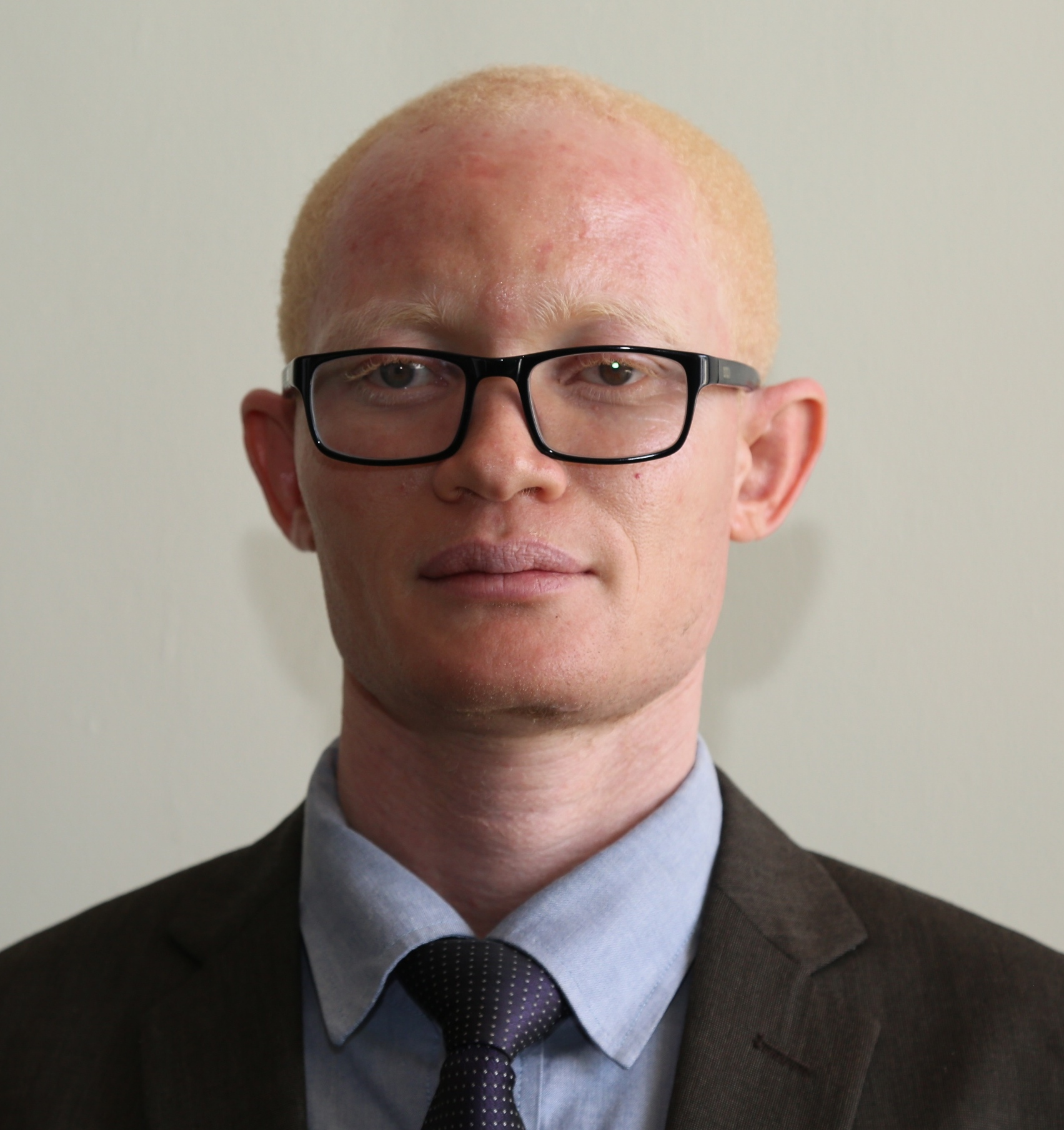
Abdallah Saleh Possi

Abdallah Saleh Possi (* 25. August 1979 in Dar es Salaam) ist ein tansanischer Diplomat. Er war von 2017 bis 2023 Botschafter Tansanias in der Bundesrepublik Deutschland. Er war zudem akkreditierter Botschafter in Österreich, Bulgarien, Tschechien, Ungarn, Polen, Rumänien, der Schweiz und am Heiligen Stuhl.
Vor seiner Akkreditierung als Botschafter am 6. Juni 2017 war Possi Mitglied des Parlaments und stellvertretender Minister im Büro des Premierministers verantwortlich für Menschen mit Behinderungen. Zuvor war er als Dozent an der Universität von Dodoma in Tansania tätig und war als Anwalt zugelassen am obersten Gerichtshof. Zudem war er am Institut für Verwaltungsrecht in Lushoto, Tanga in Tansania tätig. 2023 wurde er als Botschafter in Deutschland von Hassani Iddi Mwamweta abgelöst. Er hat einen LL.B. und LL.M. der University of Dar es Salaam (Tanzania) und einen Dr. phil. der Friedrich-Alexander-Universität Erlangen-Nürnberg. Possi ist verheiratet und hat drei Kinder.

## Arbeiten
- POSSI, A. (2018) ‘Integrating Persons with Disabilities in the East African Labour Market A Comparative Analysis of Employment and Disability Laws in Tanzania, Kenya and Uganda’, in J. DÖVELING et al. (eds), Harmonisation of Laws in the East African Community: the State of Affairs with Comparative Insights from the European Union and other Regional Economic Communities, 5 TGCL Series, 213–242.
- POSSI, A. & POSSI, A. ‘The identity Question versus Appropriateness of legal Anti-discrimination Measures: Endorsing the Disability Rights Approach to Albinism’, African Disability Rights Yearbook, 5 (2017), 118–140. http://www.adry.up.ac.za/index.php/section-a-articles-2017/abdallah-possi-ally-possi
- POSSI, A. ‘Implementing Article 33 of the CRPD: Tanzanian approach’, African Disability Rights Yearbook, 4 (2016), 191–210. http://www.adry.up.ac.za/index.php/section-a-articles-4-2016/abdallah-possi
- POSSI, A. ‘Relating Equality and Disability Approaches in Tanzania: The Law in Tanzania Mainland and Zanzibar’, Zanzibar Yearbook of Law, 5 (2015), 3–29. http://www.zlsc.or.tz/documents/VOLUME%205.pdf
- POSSI, A. ‘Criminal Justice in Disrepute: An Overview of Treatment of Accused Persons and Convicts in Tanzania’, The Open University Law Journal, 1/1 (2007), 83–97.